# Петровицкий, Рональд
Рональд Петровицкий (словац. Ronald Petrovický; род. 15 февраля 1977, Жилина, Чехословакия) —  словацкий хоккеист, нападающий. Участник Олимпийских игр 2006 года. Брат Роберта Петровицки.

## Биография
На драфте НХЛ 1996 года был выбран в 9-м раунде под общим 228-м номером командой «Калгари Флэймз». 4 октября 2002 года приобретён на драфте отказов командой «Нью-Йорк Рейнджерс». 3 октября 2003 года приобретён на драфте отказов командой «Атланта Трэшерз». 24 июля 2006 года как неограниченно свободный агент подписал контракт с «Питтсбург Пингвинз». В 2007 году покинул Национальную хоккейную лигу, и подписал контракт с шведским клубом МОДО.
В 2008 году играл в «Динамо» Рига, КХЛ.

## Статистика

### Клубная карьера
Последнее обновление: 12 апреля 2012 года
```
                                            --- Regular Season ---  ---- Playoffs ----
Season   Team                        Lge    GP    G    A  Pts  PIM  GP   G   A Pts PIM
--------------------------------------------------------------------------------------
1993-94  Trencin Dukla               Slova   1    0    0    0    0
1994-95  Tri-City Americans          WHL    39    4   11   15   86  --  --  --  --  --
1994-95  Prince George Cougars       WHL    21    4    6   10   37  --  --  --  --  --
1995-96  Prince George Cougars       WHL    39   19   21   40   61  --  --  --  --  --
1996-97  Prince George Cougars       WHL    72   32   37   69  119  15   4   9  13  31
1997-98  Regina Pats                 WHL    71   64   49  113  168   9   2   4   6  11
1998-99  Saint John Flames           AHL    78   12   21   33  114   7   1   2   3  19
1999-00  Saint John Flames           AHL    67   23   33   56  131   3   1   1   2   6
2000-01  Calgary Flames              NHL    30    4    5    9   54  --  --  --  --  --
2001-02  Calgary Flames              NHL    77    5    7   12   85  --  --  --  --  --
2002-03  New York Rangers            NHL    66    5    9   14   77  --  --  --  --  --
2003-04  Atlanta Thrashers           NHL    78   16   15   31  123  --  --  --  --  --
2004-05  Zilina HK-SKP               Slova  34   10    9   19   34
2004-05  Brynas IF Gavle             SEL    10    0    5    5   27  --  --  --  --  --
2005-06  Atlanta Thrashers           NHL    60    8   12   20   62  --  --  --  --  --
2006-07  Pittsburgh Penguins         NHL    31    3    3    6   28   3   0   0   0   2
2006-07  Wilkes-Barre/Scranton Pen   AHL     4    0    0    0    4  --  --  --  --  --
2007-08  Trencin Dukla               Slova   2    0    1    1    2
2007-08  Modo Hockey Ornskoldsvik    SEL    18    1    1    2   10  --  --  --  --  --
2007-08  Zug                         Swiss  10    0    0    0   35
2008-09  Riga Dynamo                 KHL    30    2    3    5   49  --  --  --  --  --
2009-10  Springfield Falcons         AHL     6    0    0    0   19  --  --  --  --  --
--------------------------------------------------------------------------------------
         NHL Totals                        342   41   51   92  429   3   0   0   0   2

```

### Сборная
| Год                  | Сборная              | Турнир               | Место                |    | И | Г | П | О  | Штр |
| -------------------- | -------------------- | -------------------- | -------------------- | -- | - | - | - | -- | --- |
| 2000                 | Словакия             | ЧМ                   |                      | 2  | 0 | 0 | 0 | 0  |     |
| 2004                 | Словакия             | ЧМ                   | 4                    | 9  | 1 | 0 | 1 | 10 |     |
| 2006                 | Словакия             | ОИ                   | 5                    | 6  | 1 | 0 | 1 | 2  |     |
| Всего (осн. сборная) | Всего (осн. сборная) | Всего (осн. сборная) | Всего (осн. сборная) | 17 | 2 | 0 | 2 | 12 |     |